# Площадь Героев Небесной Сотни (Чернигов)
Площадь Героев Небесной Сотни (укр. Площа Героїв Небесної Сотні) — площадь города Чернигова на пересечении проспектов Мира и Победы. Площадь — 0,5 га.

## История
Площадь Ленина спланирована после Великой Отечественной войны. Её застройка началась в начале 1960-х годов и завершилась в 1967 году. 
В 1956 году был построен здание главного почтамта, а 1961 году — 5-этажное здание гостиницы «Украина». 6 ноября 1967 года на площади был установлен памятник В. И. Ленину (демонтирован в 2014 году). В 1985 году на перекрестке проспекта Октябрьской революции и улицы Ленина был построен подземный переход.
К 65-й годовщине Победы в Великой Отечественной войне, в 2010 году городской комиссией по переименованию улиц предлагалось установление «памятного знака на месте казни фашистскими оккупантами черниговских подпольщиков в 1942 году» на зелёной зоне перекрёстка проспектов Мира и Победы; проект не был реализован.
Согласно Решению Черниговского городского совета, в 2015 году площадь получила современное название Героев Небесной Сотни — в честь погибших на Евромайдане в декабре 2013 — феврале 2014 года.
Здания главного почтамта и гостиницы «Украина» в ходе вторжения России на Украину были в разной степени повреждены.

## Описание
Площадь застроена зданиями главного почтамта и гостиницы «Украина», 3-4-этажным жилыми домами. Здесь проспект Мира с бульваром посредине, где был установлен памятник В. И. Ленину (ныне демонтирован).

в направлении площади Пять углов слева гостиница «Украина»
в направлении площади Победы справа главный почтамт